# الأرض السوداء
الأرض السوداء (لبنان) هي موقع أثري من العصر الحجري الحديث لثقافة القرعون وتقع في وادي التيم بين راشيا ومرجعيون في لبنان. تقع جنوب الطريق الفرعي المؤدي إلى قرعون وكوكبا على سطح الحقول المغطاة بكتل كبيرة من أحجار البازلت المترسبة من الحمم البركانية القديمة.   اكتشف موقع العصر الحجري الحديث من قبل ام بيلوكس في عام 1957 على يسار الطريق قبل التقاطع مباشرة. وتم العثور على موقع أشولينية المنحدر إلى الجنوب الغربي من قبل هنري فليش. تم توسيع الموقع من خلال اكتشافات أخرى قام بها M. Le Cavalier و F. و L. Skeels في جيب فرح. تشتهر المنطقة بتصريف المياه الجبلية إلى المناطق الشمالية لنهر الأردن. 
تم نشر دراسة أثرية عن فترة الأشولينية بواسطة فليش في عام 1966 مع بقايا العصر الحجري الحديث التي درسها جاك كوفين. تم جمع أكثر من ثلاث مائة من الأسطح في أشولينية جنبا إلى جنب مع الاثار المختلفة والنوى المستخدمة والمخلفات القديمة. كان معظمها باللون البني وبعضها رمادي. كانت القطع مغروسة بشدة وأحيانًا مع عدد من الزنجار المختلفة. سمح هذا ل Fleisch بتقسيم الأدوات إلى أربع مجموعات تنتمى إلى : العصر الحجري القديم المبكر والعصر الحجري القديم الأوسط والعصر الحجري القديم المتأخر والعصر الحجري القديم مع تقنية ليفالوا المستخدمة في النوى في فترات لاحقة. كانت المادة الثقيلة من العصر الحجري الحديث والعصر الحجري الحديث في غالبًا ما تكون في صخر الشيرت الرسوبى وكانت تتألف من الأزاميل والفؤوس البيضاوية. وصنع لورين كوبلاند مجموعة من المواد المماثلة في عام 1966 ولاحظ المشاكل التي تعين المواد لفترات محددة. وبدى أنه من الواضح أن سكان المنطقة قد أعادوا استخدام أدوات من فترة القديمة صوان العصر الحجري الحديث من فترة الأشولينية وأن الموقع كان مصنعًا على مدار فترات عديدة في تاريخ طويل وقديم. 